# Sisobambowo (Lahomi)
Sisobambowo is een bestuurslaag in het regentschap Nias Barat van de provincie Noord-Sumatra, Indonesië. Sisobambowo telt 214 inwoners (volkstelling 2010).